# Inmigración china en Francia
La inmigración china en Francia está formada por personas de ascendencia china que nacieron o emigraron a Francia. Se estima que la población de esta comunidad es de entre 600 000 y 700 000 personas, lo que la convierte en la mayor comunidad asiática del país. Aunque forman una pequeña parte de la población china de ultramar, la diáspora china de Francia representa la mayor comunidad china de ultramar de Europa.

## Historia

### Después de la Primera Guerra Mundial
De los 2000 a 3000 chinos que permanecieron en Francia después de la Primera Guerra Mundial, la mayoría se convirtieron en trabajadores de fábricas y se asentaron en la región de Île-de-France, especialmente en Boulogne-Billancourt. La presencia de la comunidad vietnamita, más numerosa y establecida en Francia, contribuyó a que los chinos se establecieran y formaran conjuntamente la primera presencia asiática significativa en Francia. La primera comunidad china arraigada en París se asentó primero en torno a la Gare de Lyon, en el este de la capital, y después cerca de la estación de metro Arts et Métiers, en el distrito 3.
A partir de 1919, el número de chinos en Francia se vio ligeramente reforzado por la afluencia de estudiantes procedentes tanto de la Indochina francesa como de China, (entre ellos Zhou Enlai, que más tarde se convertiría en el Primer Ministro de la República Popular China y Deng Xiaoping, posterior líder de facto de China), que desempeñarían un papel de liderazgo crucial en la organización de instituciones comunitarias para los chinos de allí.
En las décadas de 1930 y 1940, los chinos de Wenzhou se instalaron en París (al igual que en muchas otras ciudades europeas, como Madrid, Fráncfort, Florencia o Milán). Trabajaron como marroquineros cerca del barrio judío del distrito 3 y montando tiendas de ultramarinos y minimercados. Al retomar el comercio al por mayor perdido por los judíos durante la ocupación alemana de Francia en la Segunda Guerra Mundial, la comunidad china sigue existiendo en la actualidad.

### Chinos vietnamitas
Tras la caída de Saigón en 1975, los chinos de Vietnam fueron fuertemente perseguidos por el nuevo gobierno comunista y se enfrentaron a la expulsión del país recién reunificado. Esto provocó una oleada de emigración a Francia, ya que los chinos vietnamitas se unieron a otros refugiados de etnia vietnamita de Vietnam del Sur y se reasentaron en gran medida en París y la región circundante de Île-de-France. Las etnias chinas de Laos y Camboya, las otras dos antiguas colonias francesas de Indochina, también llegaron a Francia tras este periodo de conflicto por razones similares.
Durante este periodo, el barrio de rascacielos del sureste del distrito 13 de París, donde se encuentra el Quartier Asiatique (barrio asiático) de la ciudad, experimentó un importante crecimiento demográfico. La zona cuenta con muchos habitantes chinos que viven principalmente en apartamentos de gran altura, además de grandes comunidades vietnamitas y laosianas. Al igual que la población étnica vietnamita, los refugiados chinos de Vietnam que emigraron a Francia tenían, por término medio, un mayor nivel de riqueza y están mejor integrados en el país de acogida que sus compañeros que emigraron a Norteamérica o Australia.

### Otros nuevos inmigrantes

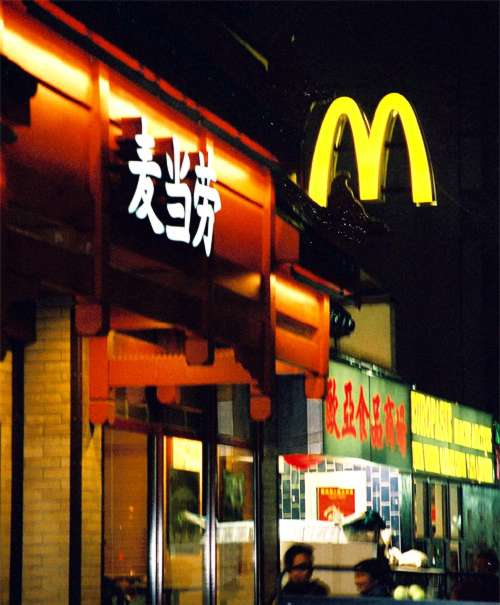
Influencias culturales chinas y estadounidenses en París.

Desde la década de 1980, la inmigración ha aumentado de forma constante, siendo los principales países de origen la China continental, sobre todo desde Wenzhou, además de los países de la antigua Indochina francesa. Más recientemente, la inmigración china en Francia se ha desplazado hacia los inmigrantes del noreste del continente. En París, los asentamientos se reparten entre distritos urbanos y suburbanos, sobre todo en el distrito 13 y en las ciudades templo de Lognes, Torcy y Noisy-le-Grand. Lyon y Marsella también cuentan con importantes comunidades chinas.